# Rosario (Cavite)
Pour les articles homonymes, voir Rosario.
Rosario est une municipalité de la province de Cavite, aux Philippines.